# Xanthophyllum retinerve
Xanthophyllum retinerve är en jungfrulinsväxtart som beskrevs av R. v. d. Meijden. Xanthophyllum retinerve ingår i släktet Xanthophyllum och familjen jungfrulinsväxter. Inga underarter finns listade i Catalogue of Life.